# 우인타테리움
우인타테리움(Uintatherium→유인타 산맥의 짐승)은 에오세에 살았던 초식성 포유류의 한 속이다. 현재까지 에오세 전기에서 에오세 중기까지 지금의 미국에 서식한 우인타테리움 안켑스(U. anceps)와 에오세 중기에서 에오세 후기까지 지금의 중국에 서식한 우인타테리움 인스페라투스(U. insperatus) 두 종이 발견되어 있다.